# Виконт Хилл
Виконт Хилл из Хаукстоуна и Хардвика в графстве Шропшир — наследственный титул в системе Пэрства Соединённого королевства.

## История
Он был создан 22 сентября 1842 года для военного Роуленда Хилла, 1-го барона Хилла (1772—1842). Роуленд Хилл уже получил титулы барона Хилла из Альмараса и Хаукстоуна в графстве Шропшир (1814) с правом наследования для своих потомков мужского рода и барона Хилла из Альмараса, Хаукстоуна и Хардвика в графстве Шропшир (1816) с правом наследования для мужских потомков своего старшего брата Джона Хилла (1769—1814). После смерти 1-го виконта Хилла в 1842 году титул барона Хилла креации 1814 года прервался, а титулы барон Хилла креации 1816 года и виконта Хилла унаследовал его племянник, Роуленд Хилл, 4-й баронет (1800—1875), сын Джона Хилла, который стал вторым виконтом Хиллом.
Его сын, Роуленд Хилл, 3-й виконт Хилл (1833—1895), член консервативной партии, заседал в Палате общин Великобритании от Северного Шропшира (1857—1865). В 1875 году он получил королевское разрешение на дополнительную фамилию «Клегг» в честь своего деда по материнской линии. Он унаследовал финансовые проблемы своего отца, которые привели к развалу и продаже семейных поместий.
По состоянию на 2025 год носителем титула являлся его праправнук, Питер Дэвид Раймонд Чарльз Клегг-Хилл, 9-й виконт Хилл (род. 1945), бывший фермер, который проживает в городе Кроули.
Титул баронета Хилл, позднее Клегг-Хилл, из Хаукстоуна в графстве Шропшир был создан в 1727 году в системе Баронетства Великобритании для Роуленда Хилла (1705—1786), деда 1-го виконта Хилла. Титул баронета был создан в честь дипломата и государственного деятеля, преподобного достопочтенного Ричарда Хилла из Хаукстоуна (1655—1727), дядя Роуленда Хилла, 1-го баронета. Сэр Роуленд Хилл, 1-й баронет, позднее представлял Личфилд в Палате общин. Его сын, сэр Ричард Хилл, 2-й баронет (1733—1808), заседал в парламенте от Шропшира (1780—1806). Его сменил его младший брат, сэр Джон Хилл, 3-й баронет (1740—1824), который представлял Шрусбери в Палате общин. Его внук, Роуленд Хилл, 4-й баронет (1800—1874), заседал от партии тори в Палате общин, где представлял Шропшир (1821—1832) и Северный Шропшир (1832—1842), а также являлся лордом-лейтенантом графства Шропшир (1845—1875). В 1842 году после смерти своего дядя, Роуленда Хилла, 1-го виконта Хилла (1772—1842), он унаследовал титулы 2-го барона Хилла и 2-го виконта Хилла. В 1831 году он женился на Энн Клегг (ум. 1891), дочери Джозефа Клегга и наследнице Пеплоу Холла.
Пансионат в школе (колледж Веллингтон, Кроуторн, Беркшир, Англия), построенный в 1850-х годах, был назван в честь 2-го виконта Хилла. Эта школа и пансион до сих пор существуют.
Семейная гнездо — Хаукстоун Холл в окрестностях рыночного города Дрейтон в графстве Шропшир.

## Баронеты Хилл из Хаукстоуна (1727)
- 1727—1783: Сэр Роуленд Хилл, 1-й баронет (28 сентября 1705—1783), сын Джона Хилла
- 1783—1808: Сэр Ричард Хилл, 2-й баронет (1733 — 28 ноября 1808), старший сын предыдущего
- 1808—1824: Сэр Джон Хилл, 3-й баронет (1 августа 1740 — 21 мая 1824), младший брат предыдущего
- 1824—1875: Сэр Роуленд Хилл, 4-й баронет (10 мая 1800 — 3 января 1875), старший сын полковника Джона Хилла (1769—1814), внук сэра Джона Хилла, 3-го баронета, 2-й виконт Хилл с 1842 года.

## Виконты Хилл (1842)
- 1842—1842: Роуленд Хилл, 1-й виконт Хилл (11 августа 1772 — 10 декабря 1842), второй сын сэра Джона Хилла, 3-го баронета
- 1842—1875: Роуленд Хилл, 2-й виконт Хилл (10 мая 1800 — 3 января 1875), старший сын полковника Джона Хилла (1769—1814), внук сэра Джона Хилла, 3-го баронета
- 1875—1895: Роуленд Клегг-Хилл, 3-й виконт Хилл (5 декабря 1833 — 30 марта 1895), старший сын предыдущего
- 1895—1923: Роуленд Ричард Клегг-Хилл, 4-й виконт Хилл (12 февраля 1863 — 19 декабря 1923), старший сын предыдущего от первого брака
- 1923—1924: Фрэнсис Уильям Клегг-Хилл, 5-й виконт Хилл (4 ноября 1866 — 6 июля 1924), второй (младший) сын 3-го виконта Хилла от первого брака
- 1924—1957: Чарльз Роуленд Клегг-Хилл, 6-й виконт Хилл (5 мая 1876 — 3 мая 1957), старший сын 3-го виконта Хилла от второго брака
- 1957—1974: Джеральд Роуленд Клегг-Хилл, 7-й виконт Хилл (31 марта 1904 — 4 мая 1974), старший сын предыдущего
- 1974—2003: Энтони Роуленд Клегг-Хилл, 8-й виконт Хилл (19 марта 1931 — 17 марта 2003), старший сын предыдущего
- 2003 — настоящее время: Питер Дэвид Раймонд Чарльз Клегг-Хилл, 9-й виконт Хилл (род. 17 октября 1945), единственный сын достопочтенного Фредерика Раймонда Клегга-Хилла (1909—1945), внук 6-го виконта Хилла
  - Наследник титула: достопочтенный Пол Эндрю Рэймонд Клегг-Хилл (род. 4 мая 1979), старший сын предыдущего.